# El Derramadero, Guanajuato
El Derramadero är en ort i Mexiko.   Den ligger i kommunen Uriangato och delstaten Guanajuato, i den centrala delen av landet, 220 km väster om huvudstaden Mexico City. El Derramadero ligger 1 844 meter över havet och antalet invånare är 919.
Terrängen runt El Derramadero är kuperad norrut, men söderut är den platt. Runt El Derramadero är det ganska tätbefolkat, med 166 invånare per kvadratkilometer. Närmaste större samhälle är Moroleón, 8,2 km nordväst om El Derramadero. I omgivningarna runt El Derramadero växer huvudsakligen savannskog.